# Селчук Байрактар
Селчук Байрактар (на турски: Selçuk Bayraktar) е турски инженер и бизнесмен. Той е главен технически директор на турската технологична компания Baykar и архитектът на първите местни и действащи системи за безпилотни летателни апарати (БЛА). Той е и основател-председател на фондацията на турския технологичен екип.

## Ранен живот и образование
Селчук е роден на 7 октомври 1979 г. в квартал Саръйер в Истанбул, второ дете на Йоздемир Байрактар и Джанан Байрактар. Баща му Йоздемир (1948 – 2021) създава турската аерокосмическа фирма Baykar през 1984 г. Селчук започва образованието си в основното училище Саръйер, след което се записва в Робърт Колеж, който завършва през 1997 г. През същата година той започва висше образование в катедрата по електроника и комуникационно инженерство в Истанбулския технически университет. По време на бакалавърското си образование той получава стипендия от лабораторията GRASP в Университета на Пенсилвания, където получава магистърска степен през 2004 г. Изследванията му в магистърска степен включват успешна демонстрация на координация въздух-земя на БЛА при полет във формация заедно с екипи от териториални роботи. Тази му работа е забелязана, след което му е предоставена допълнителна стипендия от Масачузетския технологичен институт. Продължавайки обучението си под ръководството на Джордж Папас и Ерик Ферон, Байрактар завършва втората си магистърска степен с изследванията си в автономно, агресивно маневриране на безпилотни хеликоптерни системи.

## Кариера
След образованието си той се завръща в Турция през 2007 г. и става главен технологичен директор на Baykar. Под негово ръководство Baykar разработва боен летателен апарат Bayraktar, първият местен проект на БЛА на Турция, включително Bayraktar Mini UAV, Байрактар TB2, Байрактар VTOL и Байрактар Акънджъ. Тези апарати са използвани от турските сили за сигурност в антитерористични операции срещу ПКК и са участвали в конфликти като Гражданската война в Сирия, Втората гражданска война в Либия, Втората война в Нагорни Карабах и руската инвазия в Украйна през 2022 г. .Планира се новият самолет Байрактар ТB3 да бъде разположен на първия десантен щурмови кораб на Турция – TCG Anadolu. През април 2021 г. Байрактар обявява намерението си да извърши първия полет на първия произведен в Турция безпилотен изтребител през 2023 г.

## Личен живот
Той е женен за Сюмейе Ердоган, дъщеря на Реджеп Тайип Ердоган, през 2016 г. и има дете от нея. Има лиценз за частен пилот.

## Награди
- Награден е с Орден Карабах от президента на Азербайджан – Илхам Алиев на 1 април 2021 г. [13][14]